# Piimuna gibbosa
Piimuna gibbosa là một loài bọ cánh cứng trong họ Cerambycidae.